# Atomic (chanson)
 (août 2010).
Si vous disposez d'ouvrages ou d'articles de référence ou si vous connaissez des sites web de qualité traitant du thème abordé ici, merci de compléter l'article en donnant les références utiles à sa vérifiabilité et en les liant à la section « Notes et références ».
Pour les articles homonymes, voir Atomic.
Singles de Blondie
Call Me
(1980) The Tide Is High
(1980)
Atomic est une chanson du groupe américain Blondie et le troisième single issu de l'album Eat to the Beat, paru en 1979.

## Information sur la chanson
Atomic a été composée par Jimmy Destri et Deborah Harry, qui a déclaré : « Il essayait de faire quelque chose comme Heart of Glass. Les paroles : j'essayais d'écrire et de comprendre pendant que le groupe jouait simplement la chanson. Je voulais juste être scat long avec eux et je voulais simplement commencer par "Ooooooh, your hair is beautiful." »
La chanson a été produite dans un mélange de rock, new wave et disco qui a fait leur succès début 1979, avec Heart of Glass. Le riff de guitare est directement inspiré de celui de la chanson de Neil Diamond, Girl, You'll Be a Woman Soon.
La chanson devient numéro 1 au Royaume-Uni pendant deux semaines en février 1980 et numéro 39 aux États-Unis. La face B est Die Young, Stay Pretty, également de l'album Eat to the Beat, un titre aux influences reggae, style que le groupe utilise à nouveau dans The Tide Is High. Le single britannique contient une version live de la chanson de David Bowie, Heroes.
En septembre 1994, la version rémixée d'Atomic paraît en Angleterre, où elle atteint la 19e place du top 40 des singles. Sorti en avril 1995 aux États-Unis, le titre se classe premier au Billboard Dance Club. En 1998, pendant la coupe du monde de football en France, Coca-Cola utilise Atomic pour son spot publicitaire. La chanson est également intégrée au jeu vidéo Grand Theft Auto: Vice City.
Remixée par le groupe Sleeper, la chanson a été utilisée dans la bande originale du film Trainspotting.
la vraie chanson de Blondie a été utilisée dans le premier épisode de la saison de 3 de Lupin.

## Clip vidéo
Le clip montre le groupe sur scène dans ce qui ressemble à une boîte de nuit après une guerre nucléaire, dans laquelle Debbie Harry porte une veste sans manche, faite en sac poubelle. Le clip est entrecoupé de scènes avec un cavalier et une explosion atomique. Le célèbre top model Gia Carangi fait des apparitions dans différentes scènes du clip.